# Pimiento del piquillo

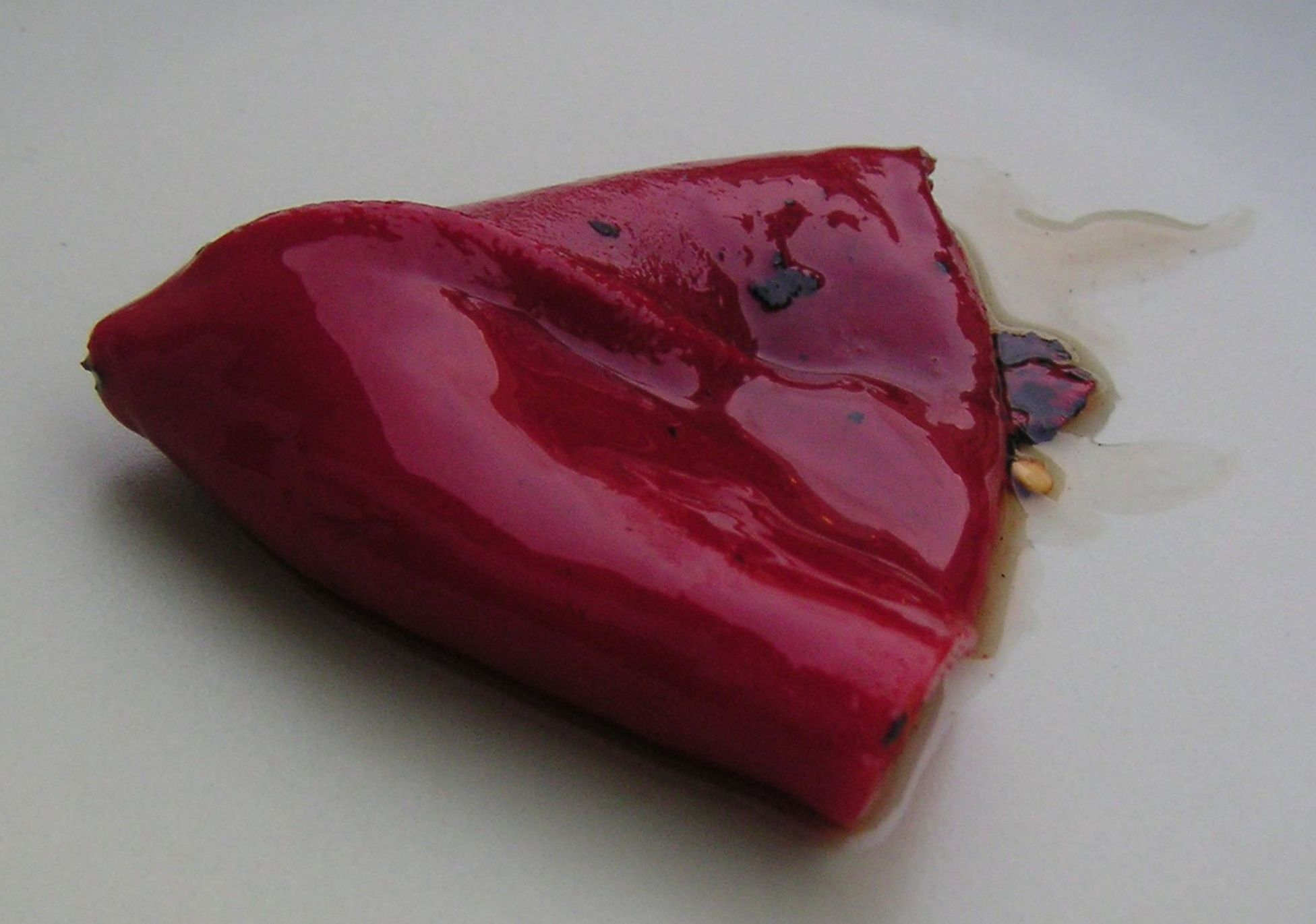
Pimiento del piquillo.

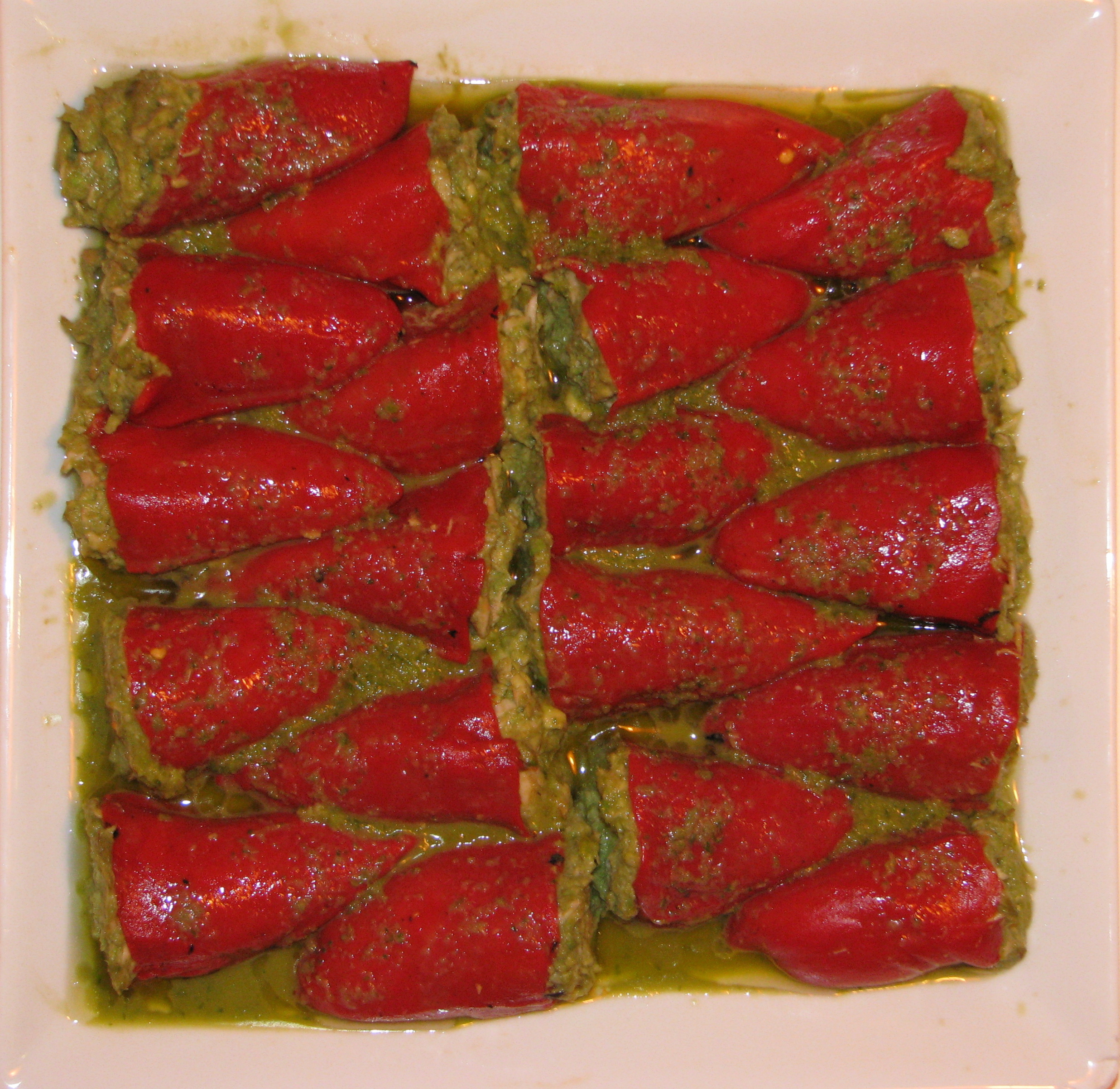
Pimiento del piquillo fyllda med bonito.

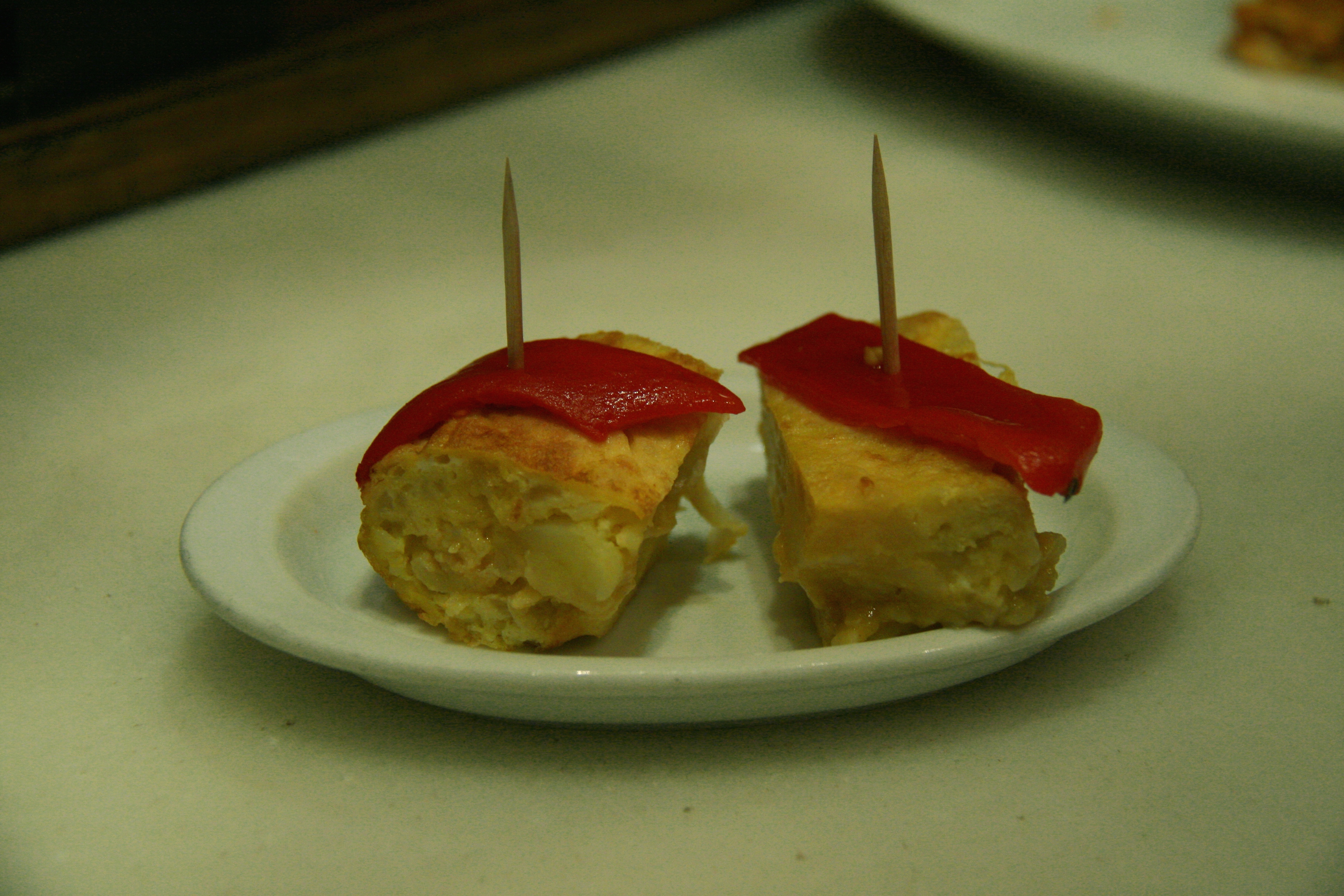
Tapas dekorerade med pimiento del piquillo.

Pimiento del piquillo (piquillo-paprika) är en chilityp som bland annat odlas i Lodosa (Spanien). När den odlas i Spanien används den skyddade ursprungsbeteckningen (Denominación de Origen) Piquillo de Lodosa. Merparten av produktionen ugnssteks och säljs på burk.